# Líquido sobreenfriado
Líquido sobreenfriado es aquel líquido enfriado temporalmente a temperaturas más bajas que su punto de congelación. Si se reduce cuidadosamente la temperatura del líquido evitando perturbaciones (por ejemplo, manteniendo la pureza y evitando las vibraciones), el líquido mantendrá ese estado aunque se encuentre por debajo de su punto de congelación. Cuando alcanza su punto de solidificación las moléculas están demasiado desordenadas y no tienen la orientación adecuada para alcanzar la estructura cristalina la temperatura del líquido puede continuar descendiendo por debajo del punto de fusión sin que llegue a producirse la solidificación.
Dada su inestabilidad cualquier perturbación aunque sea leve puede llevar al líquido sobreenfriado a solidificarse; basta con que un pequeño número de moléculas se ordenen y alcancen la estructura correcta para que se forme un cristal. Algunos líquidos pueden sobreenfriarse a temperaturas muy bajas, aumentando su viscosidad al disminuir la temperatura, hasta tal punto que parecen sólidos, aunque su estructura atómica es similar a la del líquido. Ejemplos de líquidos que cumplen estas condiciones son el glicerol, el propilenglicol, la glucosa y el hule.[cita requerida]